# Arciconfraternita della Morte dal Sacco Nero
L’Arciconfraternita Madonna del Pianto sotto il titolo della Morte dal Sacco Nero è un’associazione pubblica di fedeli che persegue fini di religione e di culto.

Fondata con decreto vescovile nel 1613 a Molfetta, gode di personalità giuridica canonica ed è soggetta alle norme del Codice di Diritto Canonico e ai decreti emessi dal vescovo diocesano.

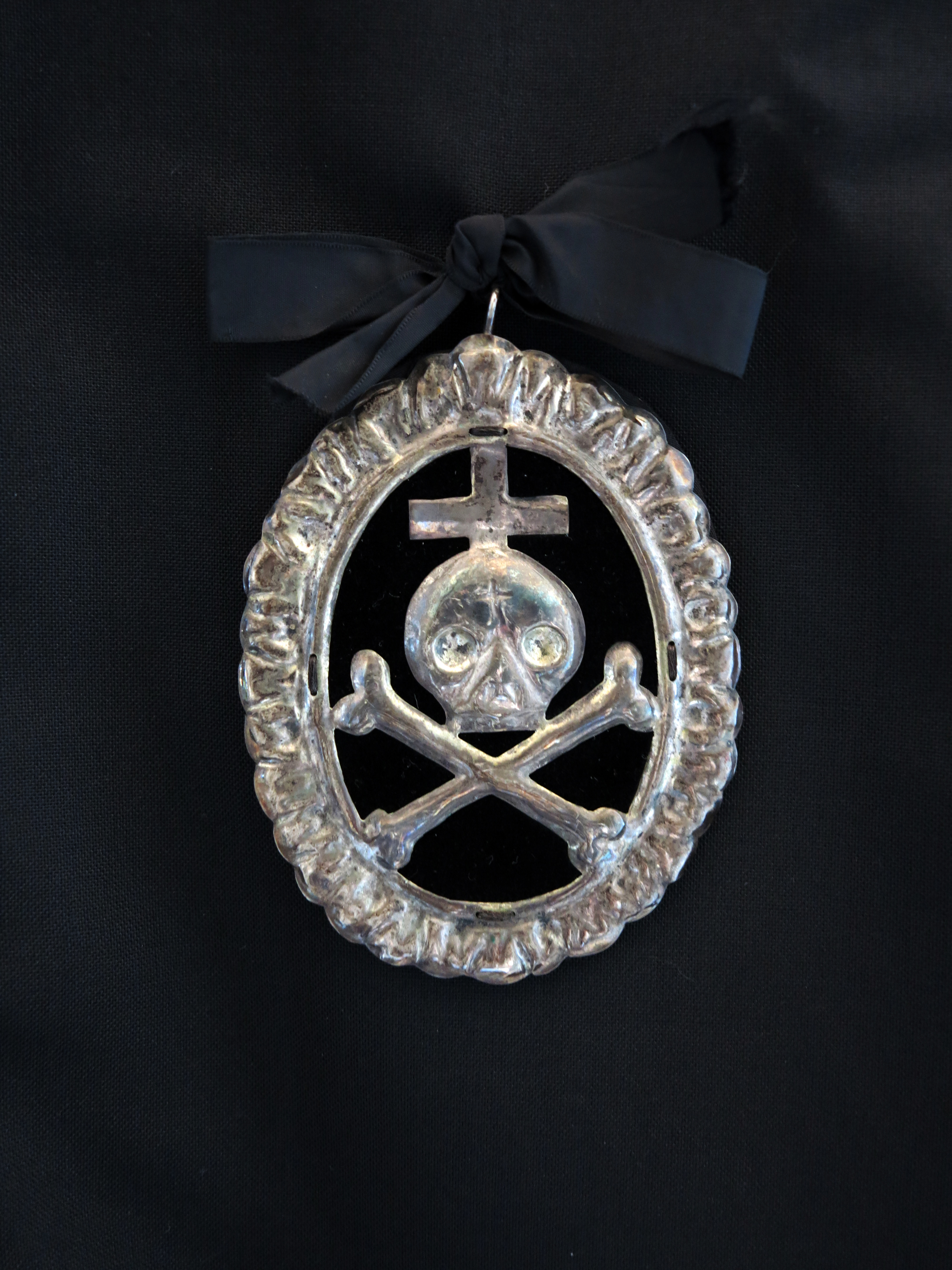
Medaglia con simbolo del Sodalizio

Ha sede in Molfetta in Corso Dante presso la chiesa di Santa Maria Consolatrice degli Afflitti vulgo "Purgatorio".
È ente ecclesiastico civilmente riconosciuto con regio decreto del 28 novembre 1935 ed è stata iscritta nel Registro delle Persone Giuridiche.
Non si sa con certezza chi l’abbia fondata poiché, secondo Philippe Ariès, gli uomini caritatevoli fra il Trecento e il Seicento, in una società già relativamente urbanizzata, iniziarono a fondare le confraternite al fine di dare degna sepoltura in terra consacrata a chi non poteva permettersela cercando di rimediare alla mancanza di soccorso da parte della Chiesa.
La data di fondazione, invece, viene fatta risalire al 26 aprile 1613 grazie a uno Statuto delle Confraternite di Molfetta, non datato, ma ritrovato fra le carte della Curia vescovile nell'anno 1838 nell'Archivio Diocesano.

## Storia

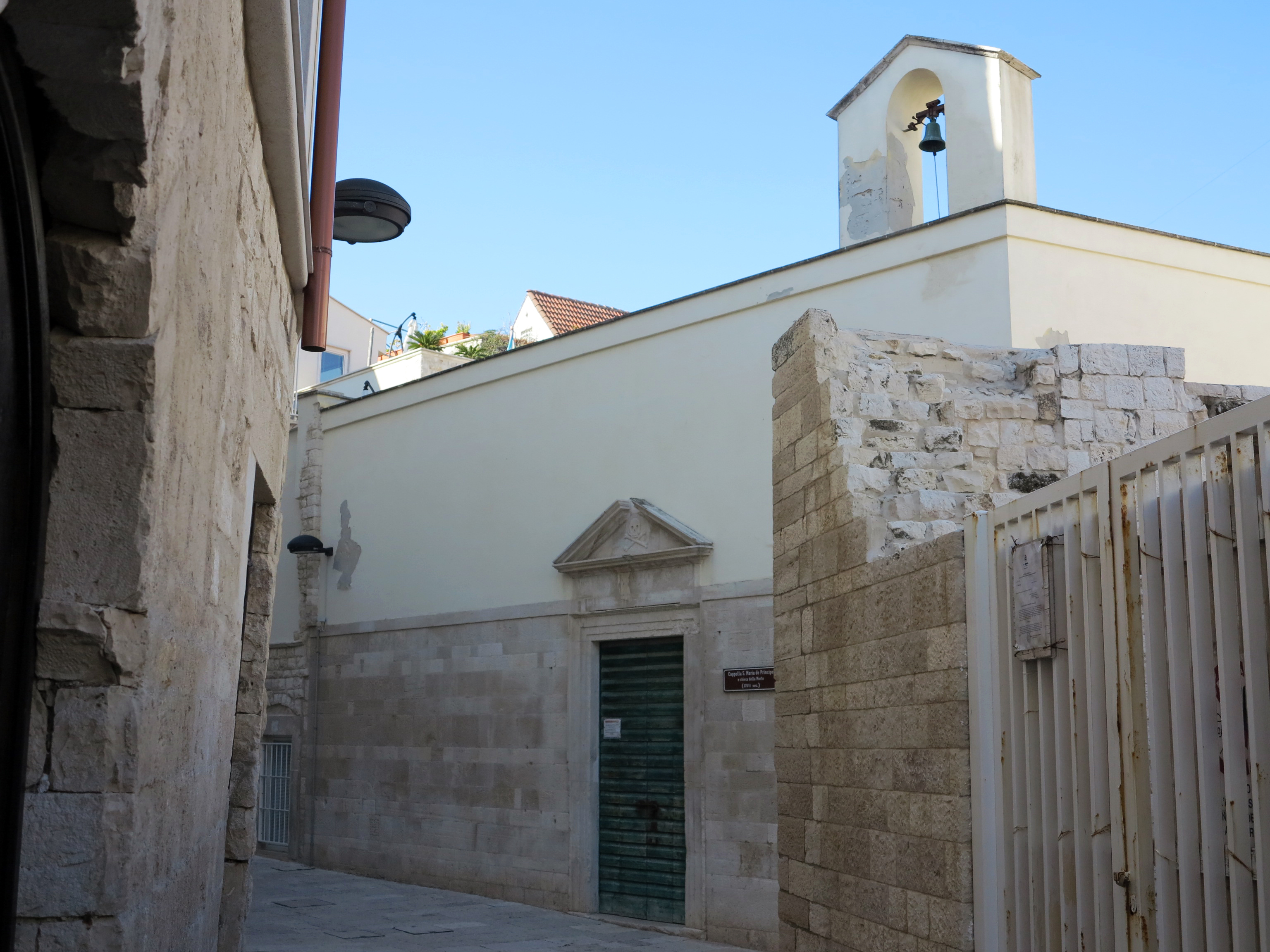
Chiesa della Morte - Molfetta (BA)

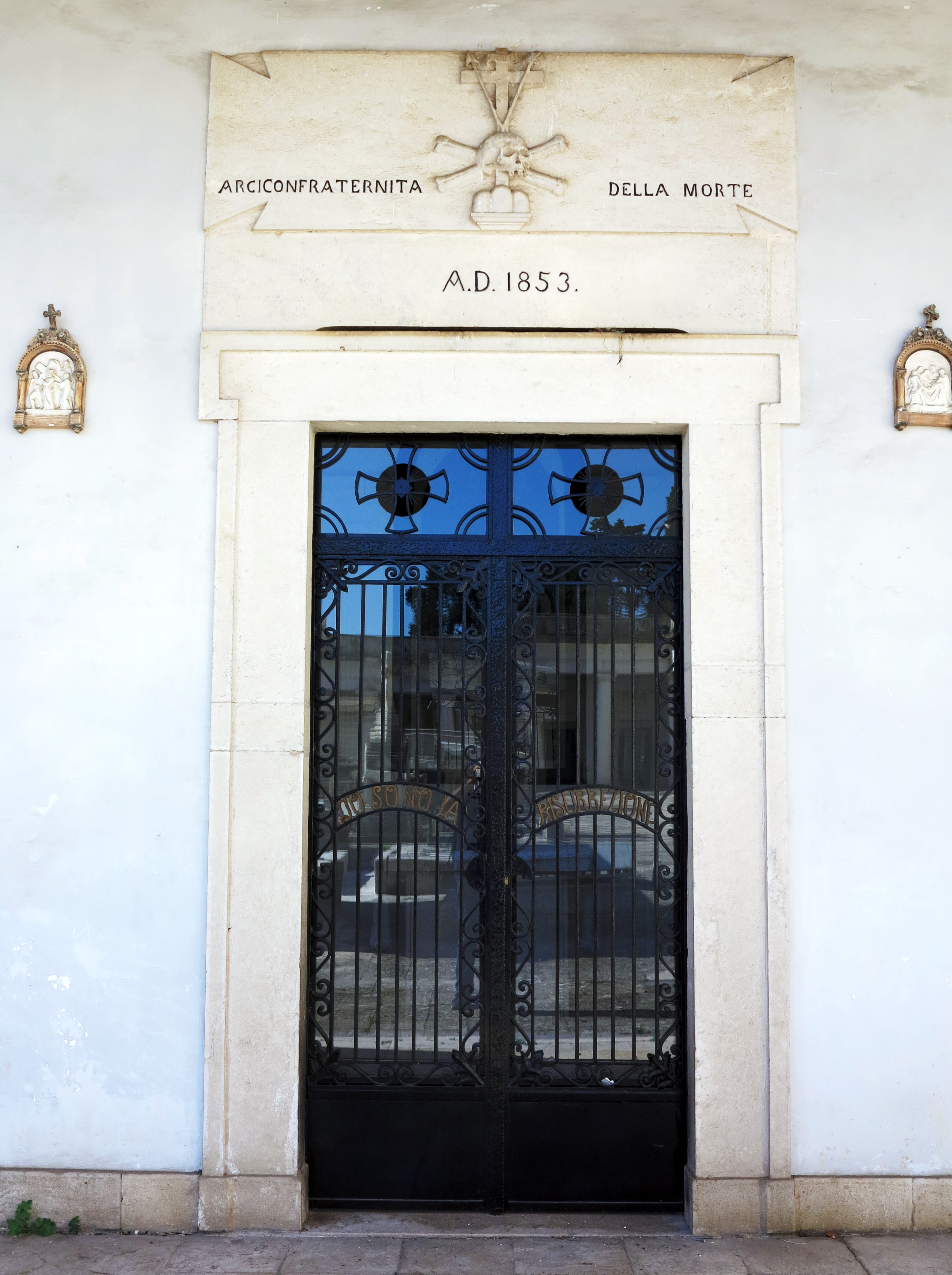
Cappella gentilizia (cimitero di Molfetta)

L’Arciconfraternita della Morte fu fondata il 26 aprile 1613 da trentotto galantuomini che volevano, per necessità cristiane, dare una degna sepoltura a coloro che per lo stato di povertà non potevano permettersela e venivano spesso lasciati per strada dopo la loro morte visto che, a quell’epoca, non esistevano ancora i cimiteri.
In un contesto simile a Roma, capitale della cristianità, era sorta nel 1538 una Confraternita della Morte che, attualmente con la denominazione di Arciconfraternita di Santa Maria dell’Orazione e Morte, ha sede in Lungotevere dei Tebaldi 12 e officia presso la chiesa omonima che si trova in Via Giulia 262.
Dopo poco meno di un anno, in data 28 gennaio 1614, la Confraternita "piorum Hominum" eretta nella chiesa di San Francesco nel subordio di Molfetta, sotto il titolo di "Confraternita della Morte", appena nata, ottenne su consenso e beneplacito del Vescovo mons. Bovio, l’aggregazione all’Arciconfraternita romana fregiandosi quindi del titolo di Arciconfraternita.
Sempre nel 1614, la ormai Arciconfraternita della Morte si stabilì nella chiesa di Santa Maria de Principe, oggi conosciuta come chiesa della Morte, nel centro storico, dove rimase fino al 1º marzo 1739, quando vi fu il definitivo trasferimento nella chiesa del Purgatorio, in cui ancora oggi ha sede.

Sin dalla visita pastorale di Mons. Pompeo Sarnelli nel 1699, risulta che l’Arciconfraternita della Morte aveva sovrapposto all’antico titolo quello di “S. Maria del Pianto”, lasciando con ciò intendere una disposizione particolarmente devota nei confronti di Maria Vergine Addolorata, ma aveva assunto quale propria patrona Santa Maria Maddalena, di cui celebrava la festa e per la quale aveva ottenuto l’indulgenza plenaria settennale.

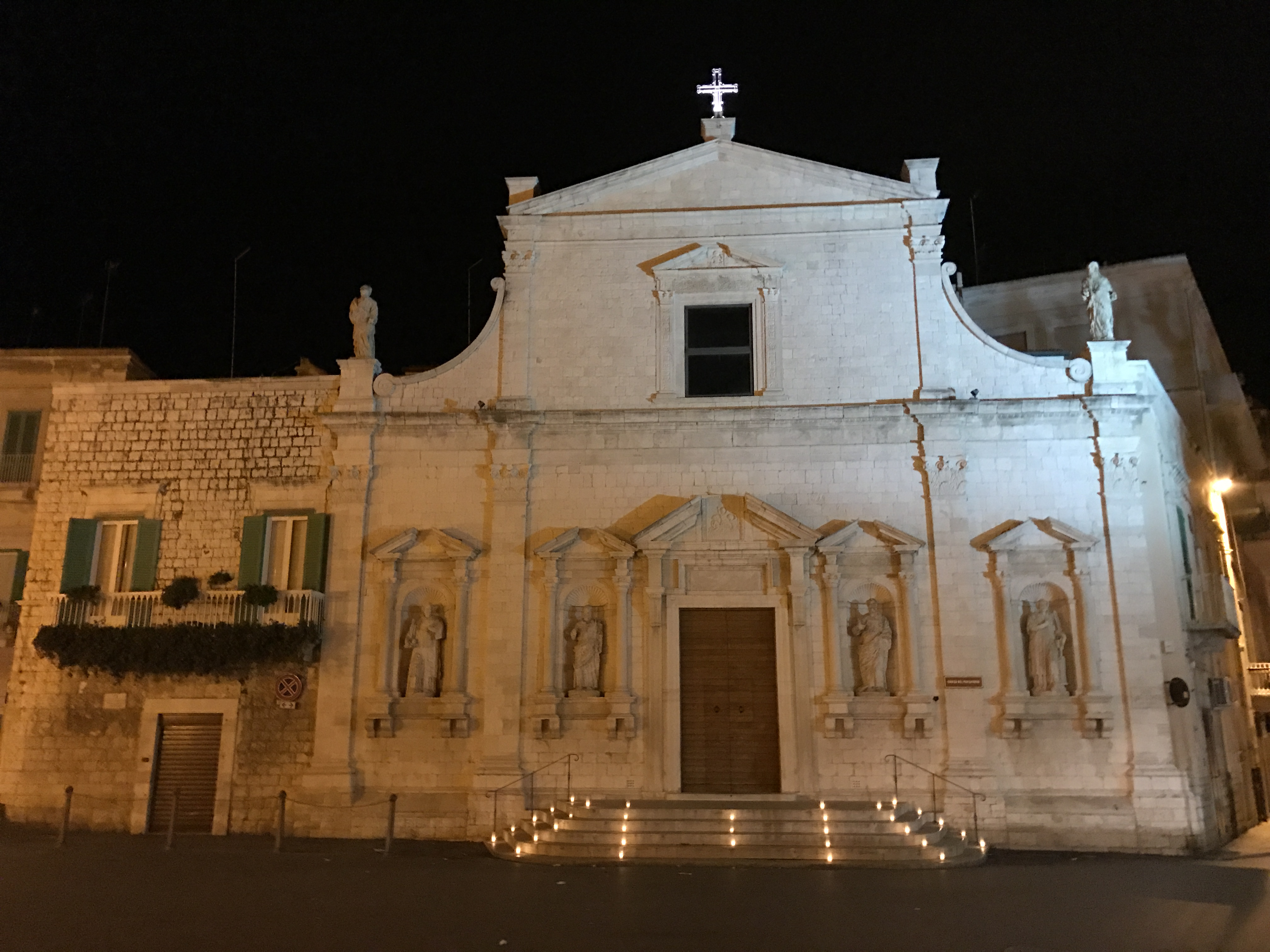
Chiesa del Purgatorio - Molfetta

Probabilmente di questa Santa i confratelli tendevano a imitarne lo spirito di conversione e di penitenza, così come era presentato dall’agiografia del tempo.
Santa Maria Maddalena è tuttora la patrona dell’Arciconfraternita della Morte, anche se da oltre un secolo se ne era persa la memoria.
Dall’anno 2009, l’amministrazione dell’Arciconfraternita ha inteso ripristinare la commemorazione di Santa Maria Maddalena, solennizzandola con la celebrazione di una S. Messa il giorno 22 luglio.
Successivamente, nell’ottica di riportare l’Arciconfraternita sempre più allo spirito originario, l’amministrazione ha valorizzato ancor più questa ricorrenza.
L’Arciconfraternita della Morte mantiene da sempre vivo il culto dei defunti provvedendo anche a una degna sepoltura dei confratelli; dal 1853 è infatti proprietaria di una cappella gentilizia nel vecchio cimitero.
Inoltre, in altre zone relativamente nuove del cimitero comunale, cura anche un ossario e un campo di inumazione per la realizzazione del quale è occorso un lungo impegno fra il 1998  e il 2003.
Inoltre, in spirito di fedeltà alle originarie motivazioni che portarono alla costituzione del Sodalizio, nell’Art. 57 del Regolamento Interno (Titolo X - Capitolo I) è prescritto che “… il 10% del numero totale di posti del campo d’inumazione e dei loculi disponibili nell’ossario … sono offerti per la sepoltura «per amore di Dio» di defunti in particolare stato d’indigenza".
Al primitivo scopo della sepoltura dei poveri per amore di Dio, per motivi storici e sociali, si aggiunse quello del culto dei Dolori di Maria Santissima.
Attualmente l'Arciconfraternita della Morte custodisce le otto pregevoli statue in cartapesta realizzate dallo scultore molfettese Giulio Cozzoli tra il 1906 e il 1956, portate in processione il venerdì di passione (l'Addolorata) e il Sabato Santo (San Pietro, la Veronica, Santa Maria Cleofe, Santa Maria Salomè, Santa Maria Maddalena, San Giovanni e la Pietà).

## Natura e finalità
L’Arciconfraternita della Morte, secondo lo “Statuto e Regolamento”, persegue fini di natura religiosa, in particolare la santificazione dei confratelli, l’esercizio del culto pubblico e la promozione di opere di carità, e non ha scopo di lucro.
Per realizzare ciò, essa si prefigge di vivere la fraternità e la testimonianza cristiana, svolgere un percorso formativo per tutti i confratelli, promuovere lo spirito della liturgia, favorire il volontariato e la solidarietà, vivere lo spirito cristiano della penitenza, collaborare per l’attuazione delle direttive pastorali e provvedere alla conservazione e alla manutenzione dei beni di proprietà della Confraternita.

## Funzioni religiose e riti
Nell’Arciconfraternita della Morte questi due elementi (funzioni e riti) si fondono in un tutt'uno, talché il rito diventa funzione e la processione stessa diventa un rito e una funzione, proponendo con lo sfilare dei personaggi della Passione una specie di Vangelo vivente a chi assiste al passaggio delle Sacre Immagini.
L’attività dell’Arciconfraternita si svolge per l’intero anno, con l’adempimento di quanto comune a tutte le altre confraternite, e specialmente con l’incontro settimanale del sabato sera per la celebrazione della S. Messa. 

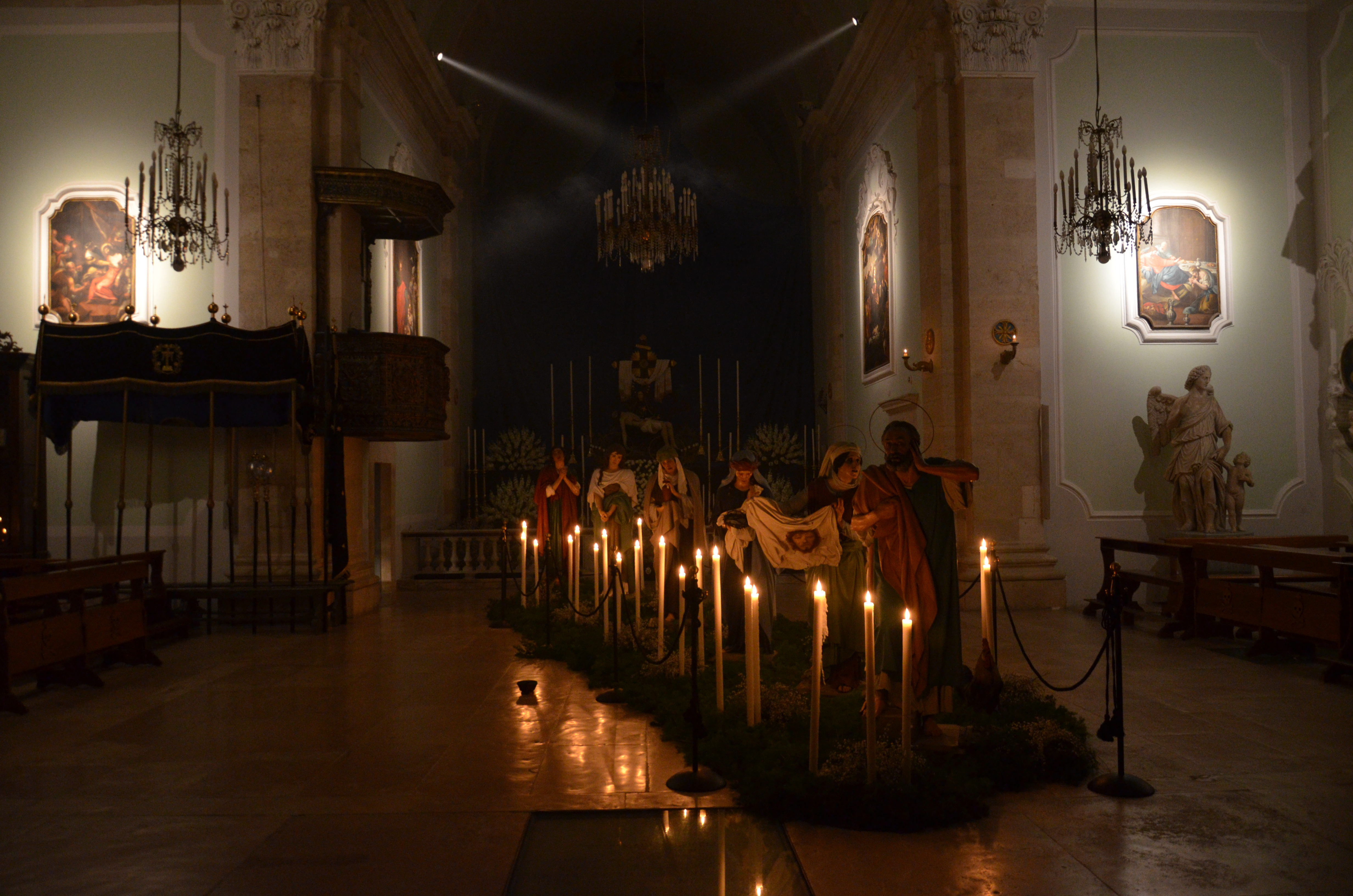
Reposizione (anche detta "Sepolcro" - Anno 2015)

- La processione della Croce (Inizio della Quaresima);
- Il Pio Esercizio a Maria SS. della Pietà (Domeniche di Quaresima);
- Il Settenario della B.V. Addolorata;
- 5ª Domenica di Quaresima: la “Bussola”;
- La processione della Addolorata
- L’adorazione Eucaristica (Sabato antecedente le Palme);
- Il “Sepolcro”;
- La processione del Sabato Santo;
- La festività di S. Maria Maddalena (22 luglio);
- Il Settenario della Addolorata di Settembre.

Ma è certamente la Quaresima  il momento più forte.

## Le statue della passione

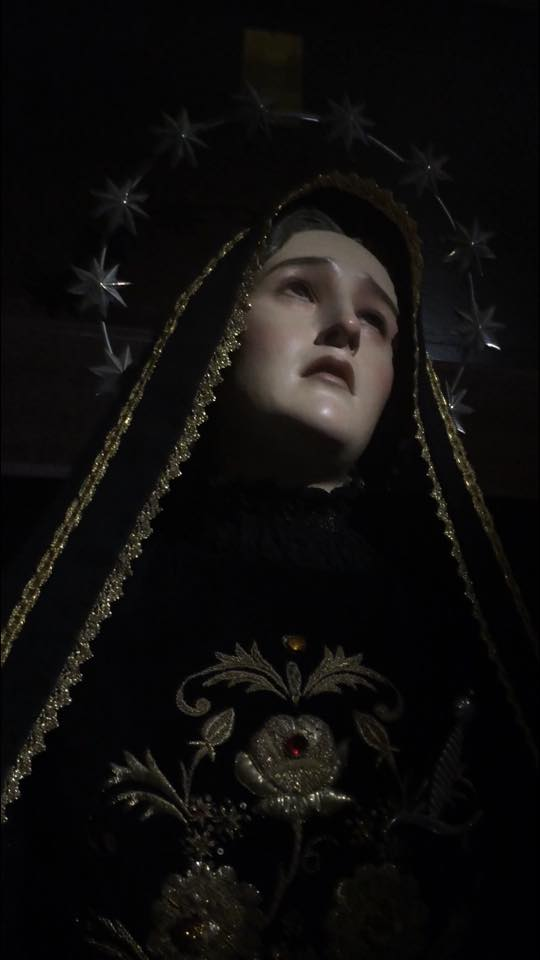
Addolorata di Giulio Cozzoli

### Le antiche statue
Prima che lo scultore Giulio Cozzoli realizzasse la serie dei simulacri del venerdì di Passione e del sabato Santo, l'Arciconfraternita della Morte ha posseduto e portato in processione, tra la fine del Seicento e la metà del Novecento, altre statue che sono attualmente collocate in una bellissima sala espositiva, a loro dedicata, nel Museo Diocesano di Molfetta.
Precedentemente, man mano che venivano sostituite da quelle nuove, erano custodite presso l'antica chiesetta della Morte in Molfetta Vecchia, dove sono state fino a tutta la metà degli anni sessanta. Da qui furono successivamente trasferite nel Seminario Vescovile all'interno del quale ebbero nel tempo diverse sistemazioni.
Solo le vecchie statue dell'Addolorata ebbero un'altra destinazione. La più antica, sostituita nel 1906, fu posta in una teca a muro presso la cappella gentilizia dell'Arciconfraternita nel cimitero comunale, dalla quale è stata trafugata da ignoti nella notte tra il Sabato Santo e la domenica di Pasqua del 2010; la successiva, a sua volta sostituita da quella del Cozzoli nel 1958, fu prestata in uso alla parrocchia del Sacro Cuore di Molfetta, dove è ancora visibile e venerata.

### Le statue di Giulio Cozzoli

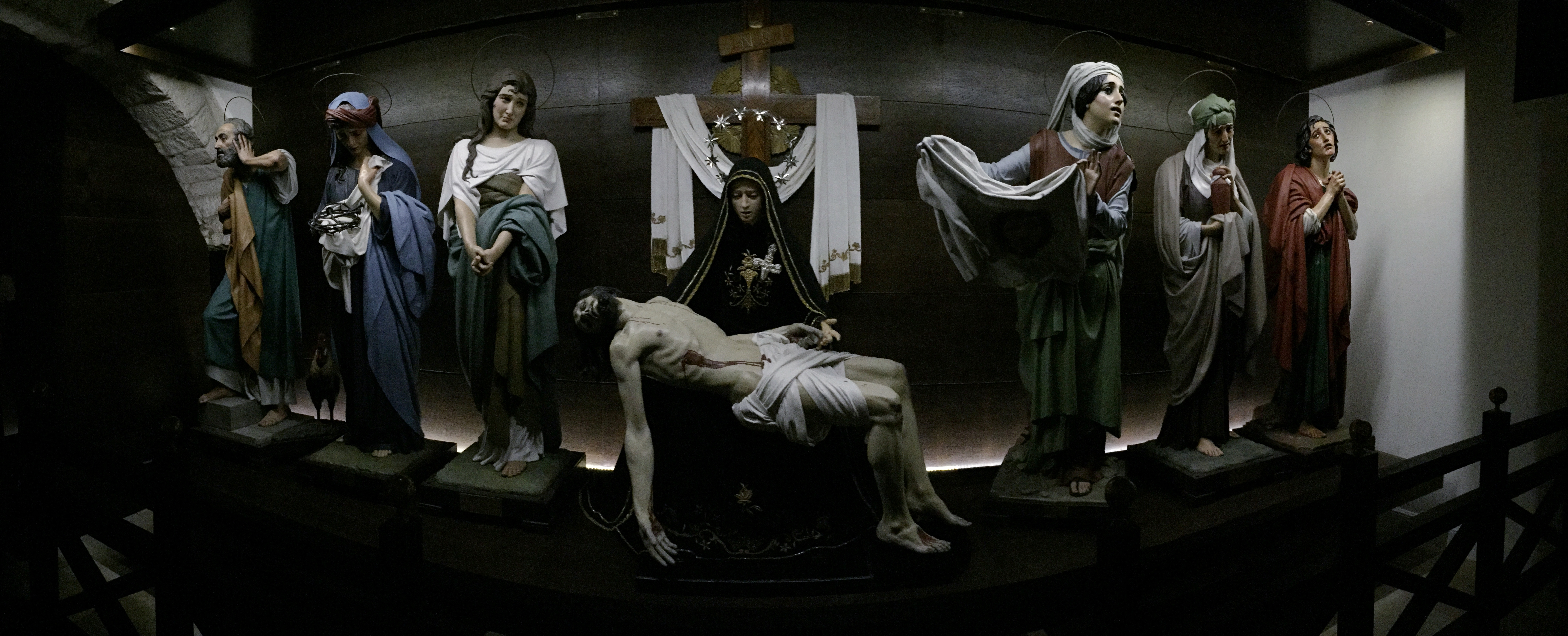
Le statue di Giulio Cozzoli nella chiesa del Purgatorio a Molfetta

Le attuali statue in cartapesta dell'Arciconfraternita della Morte non sono statue qualsiasi, né il loro autore, il grande maestro Giulio Cozzoli, può essere considerato un qualunque scultore, perché effettivamente tale non è, in virtù della sua arte da sempre riconosciuta che va ben al di là della realizzazione di una serie d'immagini processionali.
Esse sono in tutto otto, meglio ancora sette più una, l'Addolorata, in quanto quest'ultima viene portata in Processione  da sola il venerdì di Passione, antecedente quindi la domenica delle Palme. Le altre sette vengono portate in processione tutte insieme il sabato Santo, costituendo quella che popolarmente a Molfetta viene chiamata la "Processione della Pietà".
In ordine di uscita in processione sono: San Pietro, la Veronica, Santa Maria Cleofe, Santa Maria Salomè, Santa Maria Maddalena, San Giovanni e la Pietà.
Sono state realizzate nell'arco del cinquantennio che va dal 1906 al 1956, un anno prima della sua morte, rispondendo all'esigenza da una parte di rinnovare le vecchie statue processionali (che, tranne la prima Maddalena e il San Giovanni di Francesco Verzella, erano di scarso valore artistico e ormai deteriorate dal tempo), dall'altra di rispondere al grande desiderio di Giulio Cozzoli di realizzare una serie di statue che in maniera completa rappresentassero, per le vie di Molfetta, durante il Sabato Santo, il dramma della Passione di Nostro Signore Gesù Cristo.

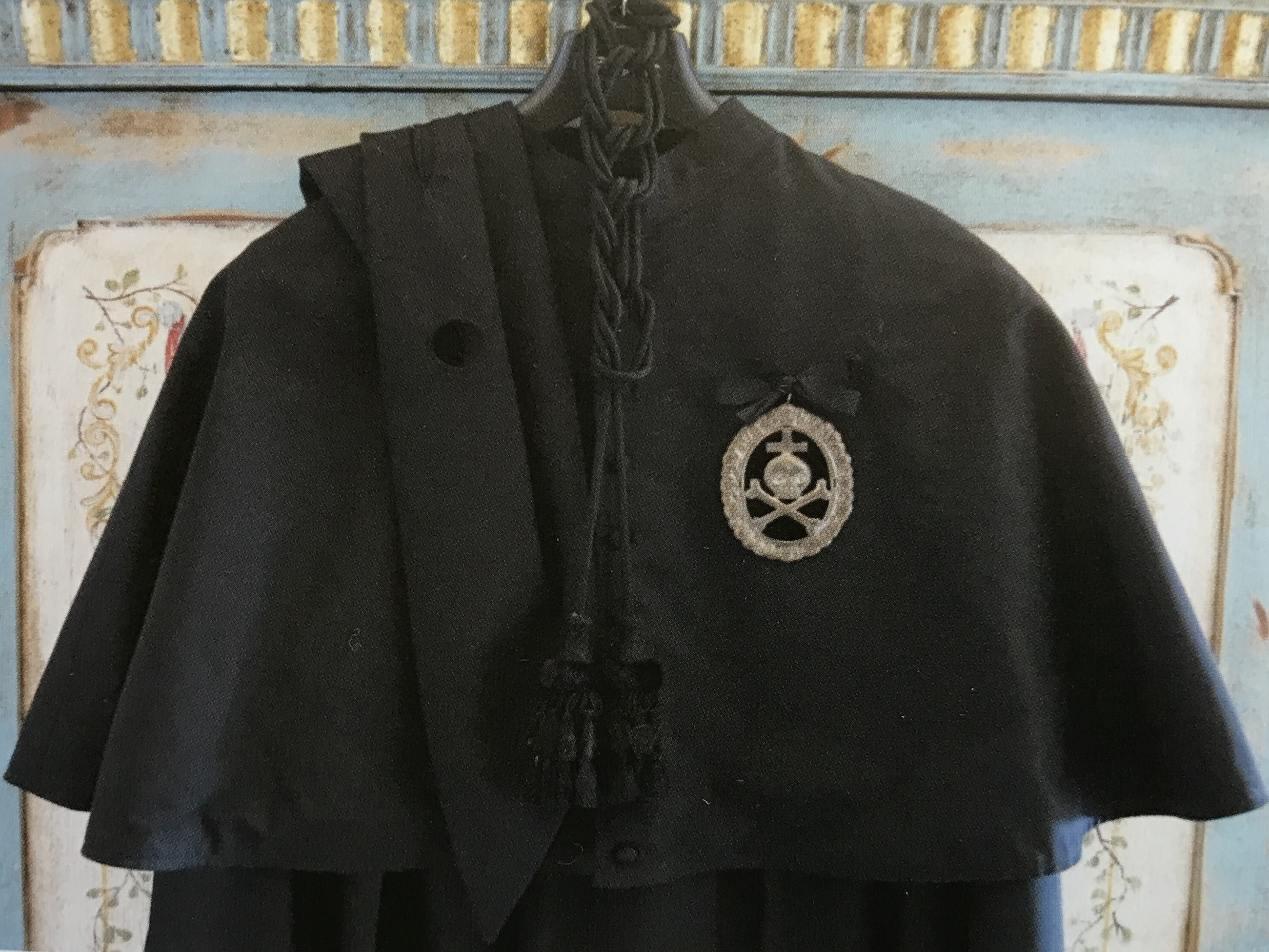
Abito di rito

## Simbolo e insegne
L’Arciconfraternita ha un simbolo proprio, ovvero il teschio sormontato dalla croce con le due tibie incrociate. Essa si differenzia anche per il “sacco”, mozzetta con la medaglia che riporta il simbolo del Sodalizio, il cappuccio, il cingolo e i guanti neri. I Confratelli sono obbligati dallo “Statuto” a portare i pantaloni scuri e le scarpe nere sotto il sacco.

## La Pietà per le strade di Roma

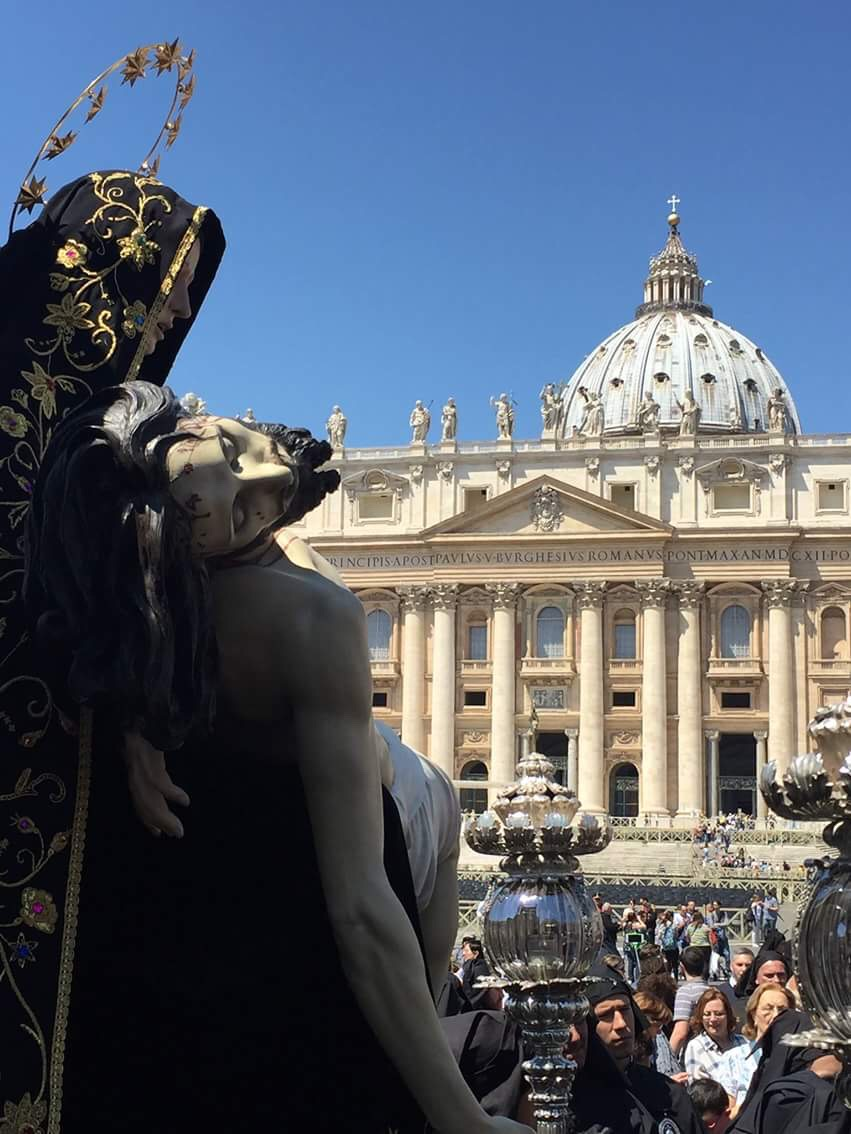
La Pietà a Roma "in cammino dal Santo Padre”

Nell'anno del Giubileo straordinario della Misericordia indetto da Papa Francesco, l'Arciconfraternita della Morte ha avuto l'onore di portare in processione il 22 maggio 2016 per le strade di Roma, fin dentro la Basilica di San Pietro, tempio della cristianità, la Pietà di Giulio Cozzoli.
Si è trattato di un evento unico, straordinario, irripetibile, a detta non solo dei confratelli che con fede e devozione hanno seguito la processione penitenziale, ma anche dei numerosissimi fedeli che con la loro partecipazione hanno avuto occasione di vivere intense emozioni.
Si è trattato anche del più alto omaggio regalato dall'amministrazione dall'Arciconfraternita della Morte a Giulio Cozzoli nell'aver messo al cospetto della Pietà di Michelangelo, capolavoro a cui si è ispirato, la sua venerata opera.